# Farahia Teuria
Farahia Teuria (29 agosto 1972) è un ex calciatore francese nato a Tahiti, di ruolo difensore.

## Carriera

### Club
Ha sempre giocato nel campionato di casa.

### Nazionale
Ha collezionato 12 presenze con la maglia della propria Nazionale.